# Julie Kurz

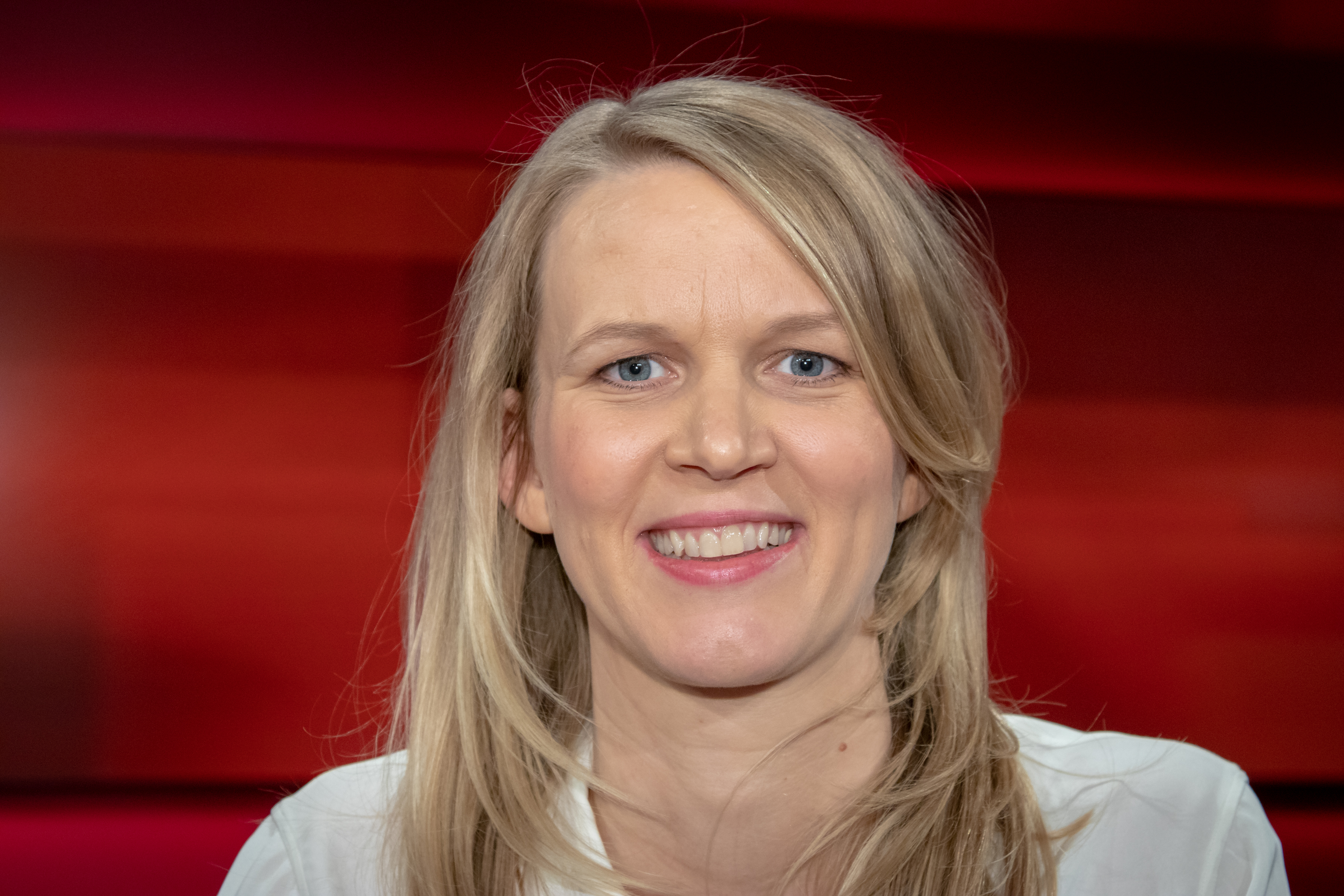
Julie Kurz, 2019

Julie Kurz (* 23. Februar 1983 in Hannover) ist eine deutsche Journalistin.

## Leben
Kurz studierte an der Bauhaus-Universität Weimar und der Universität Lyon II Europäische Medienkultur. Danach arbeitete sie im ZDF Studio Paris und Euronews in Lyon. 2010 begann sie beim NDR als Volontärin. Später arbeitete sie als Rechercheurin und als Reporterin bei den Tagesthemen, der Tagesschau und Zapp. Im April 2015 wurde sie Korrespondentin im ARD-Studio London und 2020 wechselte sie in das ARD-Studio in Berlin. Dort ist sie für die AfD zuständig.
Julie Kurz ist Co-Autorin der Dokumentarfilme „Der umstrittene Präsident“ und „Tod einer Zeitung“.
Sie ist Mutter von zwei Kindern.